# هدية (المدينة المنورة)
هَدِيَّة بمنطقة المدينة المنورة بالمملكة العربية السعودية، على بعد 61 كم إلى الجنوب الشرقي من قلعة الصَورة، على خط الطول 41 38 شرقًا ودائرة العرض 34 25 شمالًا، وهي إحدى محطات طريق الحج الشامي، بعد البئر الجديدة (قلعة الصورة) وقبل إسطبل عنتر، وأهم محطة للطريق بين العلا والمدينة خلال العصرين المملوكي والعثماني. توجد بها آثار لطريق الحج الشامي تتكون من قلعتين عثمانيتين، بنيت إحداهما على يد سليمان باشا سنة 983 هـ، كما توجد محطة لسكة حديد الحجاز. توفي بها أحمد بن زين الدين الأحسائي في 27 يونيو 1826/ 22 ذو القعدة 1241 أثناء سفره للحج.